# Bibiana Steinhaus
Bibiana Steinhaus-Webb (Bad Lauterberg, Alemania Federal, 24 de marzo de 1979) es una árbitra de fútbol de Alemania, y comisaria de la policía de Baja Sajonia. Dirigió como jueza principal desde 1999 hasta 2020; desde entonces, ejerce solamente como árbitra asistente de video.

## Carrera
Antes de oficiar juegos, Steinhaus fue jugadora en equipos de las divisiones menores de la liga alemana, jugando la posición de defensora. Cuando dejó de jugar, decidió seguir los pasos de su padre, quien también fue árbitro de fútbol. Steinhaus es conocida por usar solamente un reloj, que la distingue de los demás árbitros de fútbol, que suelen utilizar dos.
Desde la temporada 2007-08 hasta su retiro, fue la única árbitra que dirigió partidos en las dos principales ligas masculinas de Alemania (Bundesliga y 3. Liga). Debutó en la segunda categoría en 2007, y desde entonces, fue cuarta árbitra de forma recurrente en la Bundesliga. También ha tenido apariciones en la Copa de Alemania desde el año 2008.
Su debut como jueza principal en la Bundesliga se dio el 10 de septiembre de 2017, en el encuentro que Hertha Berlín y Werder Bremen igualaron 1-1, por la tercera fecha de la temporada 2017-18.
A nivel internacional, Steinhaus ha dirigido en las Copas Mundiales Femeninas Sub-20 de Chile 2008, Alemania 2010, Canadá 2014 y Francia 2018; en las Copas Mundiales Femeninas de Alemania 2011 (incluyendo la final entre Estados Unidos y Japón), Canadá 2015 y Francia 2019; y en las Eurocopas Femeninas de Finlandia 2009, Suecia 2013 y Países Bajos 2017. También fue elegida para dirigir en el torneo femenino de los Juegos Olímpicos de Londres 2012, siendo seleccionada como árbitra principal para la final que enfrentó a las selecciones de Estados Unidos y Japón. En 2017, dirigió la final de la Liga de Campeones Femenina de la UEFA entre Olympique de Lyon y Paris Saint-Germain.
Dirigió su último partido el 30 de septiembre de 2020, cuando Bayern de Múnich y Borussia Dortmund se enfrentaron por la Supercopa de Alemania. Desde entonces, Steinhaus oficia como árbitra asistente de video.
Fuera del fútbol, Steinhaus es policía y hasta fue custodia durante la 33.ª Cumbre del G8 que se realizó en junio de 2007 en Heiligendamm, en las afueras de Bad Doberan.

## Estadísticas

### Distinciones individuales
| Distinción                             | Año  |
| -------------------------------------- | ---- |
| Mejor árbitra del mundo según la IFFHS | 2013 |
| Mejor árbitra del mundo según la IFFHS | 2014 |
| Mejor árbitra del mundo según la IFFHS | 2017 |
| Mejor árbitra del mundo según la IFFHS | 2018 |